# Nunzio (wrestler)
James Maritato, meglio conosciuto con i ring name Little Guido e Nunzio (New York, 12 marzo 1972), è un wrestler statunitense di origini italiane, noto per i suoi trascorsi nella Extreme Championship Wrestling e nella World Wrestling Entertainment.
Dopo aver giocato a football americano alle scuole superiori, Maritato ha iniziato la sua carriera nel wrestling professionistico nel 1990, venendo allenato da Billy Robinson, ed ha poi lottato alcuni match come jobber nella Eastern Championship Wrestling. In seguito è passato alla Extreme Championship Wrestling come membro della stable dei Full Blooded Italians, rimanendovi fino al fallimento della federazione avvenuto nel 2001. Dopo una breve parentesi in Ring of Honor, nel 2002 ha firmato un contratto con la World Wrestling Entertainment, combattendo principalmente nella divisione dei pesi leggeri.

## Carriera

### Gli esordi (1990–1992)
Mentre frequentava la Nanuet Senior High School, Maritato praticò il football e il wrestling. Maritato fu allenato da Billy Robinson, secondo quanto affermato in un'intervista shoot, Maritato fece il suo debutto contro un wrestler di nome Parsippany Smith Fields.

### Extreme Championship Wrestling (1992–2001)
Il suo debutto nell'Extreme Championship Wrestling (ECW) avvenne il 14 luglio 1992 con il nome di Damien Stone, dove perse contro Tommy Cairo. Spese i suoi primi anni in ECW nell'undercard come jobber. Nel 1995, si prese una pausa dalla ECW e si trasferì in giappone per lottare nell'UWF International, federazione a carattere shoot.
Maritato tornò con l'identità di Little Guido e formò una stable comedy di origini italiane chiamata Full Blooded Italians insieme a JT. Smith, Tracy Smothers e Tommy Rich. Nessuno dei membri era di origini italiane, ad eccezione di Maritato.
Nel 1999, divenne un "wrestler serio", seppur continuando a essere accompagnato dal Sal E. Graziano proclamandosi un membro degli F.B.I. (nonostante fossero rimasti loro due). In seguito, lottò diversi match in competizione singola fino a metà del 2000, quando formò un tag team con Tony Mamaluke, con cui vinse il World Tag Team Championship il 26 agosto che persero a dicembre contro Danny Doring e Roadkill. I due continuarono a lottare fino alla chiusura della ECW nel gennaio del 2001.

### Ring of Honor (2001–2002)
Dopo la chiusura della ECW, lottò in diverse federazioni indipendenti spesso in coppia con Tony Mamaluke. Inoltre, i due ebbero uno stint nella Ring of Honor prima della firma di Maritato con la World Wrestling Entertainment nel 2002.

### World Wrestling Entertainment (2002–2008)
Maritato fece il suo debuttò nella puntata di SmackDown! del 12 dicembre 2002 con il nome di Nunzio, nel ruolo del cugino heel di Jamie Noble attaccando Crash. Di conseguenza, Nunzio iniziò una rivalità con Holly che sconfisse in varie occasioni per poi affrontare wrestler come Tajiri, Shannon Moore e Chuck Palumbo.
L'alleanza con Noble si concluse poco dopo e Nunzio riformò i Full Blooded Italians con Chuck Palumbo e Johnny Stamboli, che ottennero un discreto successo. Dopo WrestleMania XX, Palumbo fu spostato a Raw e gli F.B.I. si ridussero come un tag team. In seguito al rilascio di Stamboli, Nunziò iniziò a lottare nella divisione dei pesi leggeri.
Nel 2005, Maritato tornò per una notte con la gimmick di Little Guido; riformando gli originali Full Blooded Italians perdendo un triple threat match che includeva Tajiri e Super Crazy a One Night Stand.
Tornato con il nome di Nunzio, continuò a lottare a Velocity sia come face che heel, dove formò un tag team di breve durata con Funaki. Nella puntata di Velocity del 6 agosto, conquistò il Cruiserweight Championship sconfiggendo Paul London grazie all'aiuto di Vito che gli passò un bastone telescopico. Nunzio si allenò poi con Vito diventando un "cattivo".
Il duo iniziò una rivalità con i Mexicools e il 9 ottobre a No Mercy, perse il titolo contro Juventud. Il 15 novembre in un house show a Roma, Nunzio vinse per la seconda volta il Cruiserweight Championship sconfiggendo Juventud, per poi perderlo contro quest'ultimo nella puntata SmackDown! del 25 novembre.
Nunzio e Vito divennero dei face per un breve periodo durante la loro rivalità con Gregory Helms, per poi tornare a essere heel, dovuto alla nuova gimmick da padrino di Vito.
Nel maggio del 2006, l'alleanza tra Nunzio e Vito cominciò a incrinarsi dopo essere stato rivelato che a Vito piaceva vestire in modo opposto, che fece sentire Nunzio tradito e imbarazzato. Concluse la sua alleanza con Vito e venne spostato nel roster della ECW.
Nel mese di giugno dopo il lancio del roster della ECW, Nunziò lasciò SmackDown! per unirsi agli "ECW Originals", utilizzando di nuovo il nome di Little Guido. Maritato riformò gli F.B.I. come face, insieme a Tony Mamaluke, Trinity e per un breve periodo di tempo con Big Guido. A December to Dismember, persero contro Elijah Burke e Sylvester Terkay. Il suo compagno di coppia Tony Mamaluke fu rilasciato il 18 gennaio 2007, lasciando Guido e Trinity.
Dopo il rilascio di Mamaluke, Guido venne tolto dagli show televisivi. Fece il suo ritorno nella puntata di ECW on Sci Fi del 17 aprile svoltasi in italia tornando a utilizzare il personaggio di Nunzio senza Trinity, la quale fu rilasciata nel mese di giugno. Dopo aver perso nei match di debutto di Johnny Nitro e The Miz, Nunzio venne rimosso dagli show. Nella puntata della ECW dell'11 settembre, perse contro Matt Striker. In quel periodo, Nunzio fu usato il più delle volte come jobber perdendo contro Tommy Dreamer, Jamie Noble, Kevin Thorn, e Kenny Dykstra.
Nunzio tornò nella puntata della ECW del 15 gennaio 2008, perdendo contro Shelton Benjamin, e l'8 aprile contro Elijah Burke. Successivamente, iniziò una breve rivalità con Mark Henry che perse. Dopo quasi due anni, il 5 maggio Nunzio vinse un match come membro del roster della ECW contro Triple H e Mr. Kennedy. L'8 agosto, Nunzio fu rilasciato dalla WWE.

### Circuito indipendente (2008–2010)
Dopo il rilascio dalla WWE Maritato torna a combattere nel circuito indipendente americano lottando spesso in coppia con Tracey Smothers. I due riescono a conquistare i titoli di coppia della Jersey All Pro Wrestling. Maritato partecipa inoltre anche a un evento della Ring of Honor a New York.

### Total Nonstop Action Wrestling / Impact Wrestling (2010, 2022)
Nell'agosto 2010 prende parte al PPV TNA Hardcore Justice, dove insieme con gli FBI sconfigge Simon Diamond, Kid Kash e Johnny Swanger. Suo è lo schienamento finale su Simon Diamond grazie alla Sicilian Slice.
Sul finire del 2010 lotta qualche match in Giappone, nella promotion SMASH dell'ex ECW e WWE Tajiri.
Il 26 agosto a TNA Impact, James Maritato, insieme a Tony Luke, lotta in un tag team match, perdendo contro Robert Roode e James Storm. L'incontro segna la fine della permanenza degli F.B.I. nella TNA.
Nel 2022, Maritato tornò ad apparire nella Total Nonstop Action Wrestling, allora conosciuta come Impact Wrestling, nel corso della puntata del 21 aprile di Impact!, sfidò senza successo Matt Cardona per l'Impact Digital Media Championship.

### Apparizioni sporadiche in WWE (2010–2011; 2024)
A dicembre del 2010 è tornato in WWE per arbitrare un match. L'8 febbraio 2011 arbitrò un match a NXT.
A maggio 2011 firma un contratto con la WWE dove si metterà a disposizione come arbitro, ruolo che già svolgeva regolarmente da qualche mese. Il 30 settembre dello stesso anno viene rilasciato.
Nel episodio del 7 novembre 2024 di NXT, torna in WWE perdendo un match valido per l'NXT North American Championship di Tony D'Angelo.

## Personaggio

### Mosse finali
- Double underhook facebuster
- Running Jump DDT

### Manager
- Tommy Rich
- Trinity
- Vito

### Soprannomi
- "The Extreme Stud"
- "The Pugnacious Pisan"
- "The Sicilian Shooter"

## Titoli e riconoscimenti
- Chaotic Wrestling
  - Chaotic Wrestling Tag Team Championship (1) – con Luis Ortiz
- East Coast Pro Wrestling
  - ECPW Light Heavyweight Championship (1)
  - ECPW Hall of Fame (2009)
- Extreme Championship Wrestling
  - ECW World Tag Team Championship (2) – con Tony Mamaluke (1) e Tracy Smothers (1)
- Impact Championship Wrestling
  - ICW Hip Swivel Towel Championship (1)
- Jersey All Pro Wrestling
  - JAPW Tag Team Championship (1) – con Tracy Smothers
- Pro Wrestling Illustrated
  - 79º tra i 500 migliori wrestler secondo PWI 500 (2003)
- USA Pro Wrestling
  - USA Pro United States Championship (1)
  - USA Pro Tag Team Championship (1) – con Kid Kruel
- World Wrestling Entertainment
  - WWE Cruiserweight Championship (2)